# Windham County (Vermont)
Windham County is een van de 14 county's in de Amerikaanse staat Vermont.
De county heeft een landoppervlakte van 2.043 km² en telt 44.216 inwoners (volkstelling 2000). De hoofdplaats is Newfane.

## Geboren
- Brigham Young (Whitingham, 1801-1877), gouverneur van Utah (1851-1858)

Addison · Bennington · Caledonia · Chittenden · Essex · Franklin · Grand Isle · Lamoille · Orange · Orleans · Rutland · Washington · Windham · Windsor